# IMETMUSIC
IMETMUSIC은 대한민국 흑인음악 웹사이트로, 2002년 5월 4일 개설되었던 국내 최초이자 유일의 더 룻츠의 팬 까페였던 THE ROOTS from Philadelphia를 기반으로하여 2007년 웹으로 제작되었다.
흑인음악을 중심으로 하지만 실상 힙합음악 위주의 가십이나 유행음악 등을 다루는 단순 소식전달이 대부분인 국내 흑인음악 사이트들과의 차별을 두고, 보편적이지 않은 소재들과 사용자 참여 중심의 정보 및 자료 공유를 통하여 흑인음악 및 음악감상의 실질적인 커뮤니케이션을 위하여 제작되었다.